# Keteleeria
Keteleeria oder Stechtanne ist eine Pflanzengattung in der Familie der Kieferngewächse (Pinaceae). Sie umfasst drei Arten, die in Asien heimisch sind.

## Beschreibung

### Vegetative Merkmale
Keteleeria-Arten sind immergrüne Bäume, die Wuchshöhen von bis zu 35 m erreichen können. Die Äste sind unterschiedlich lang. Auf den Zweigen sind kleine, runde Blattnarben zu erkennen.

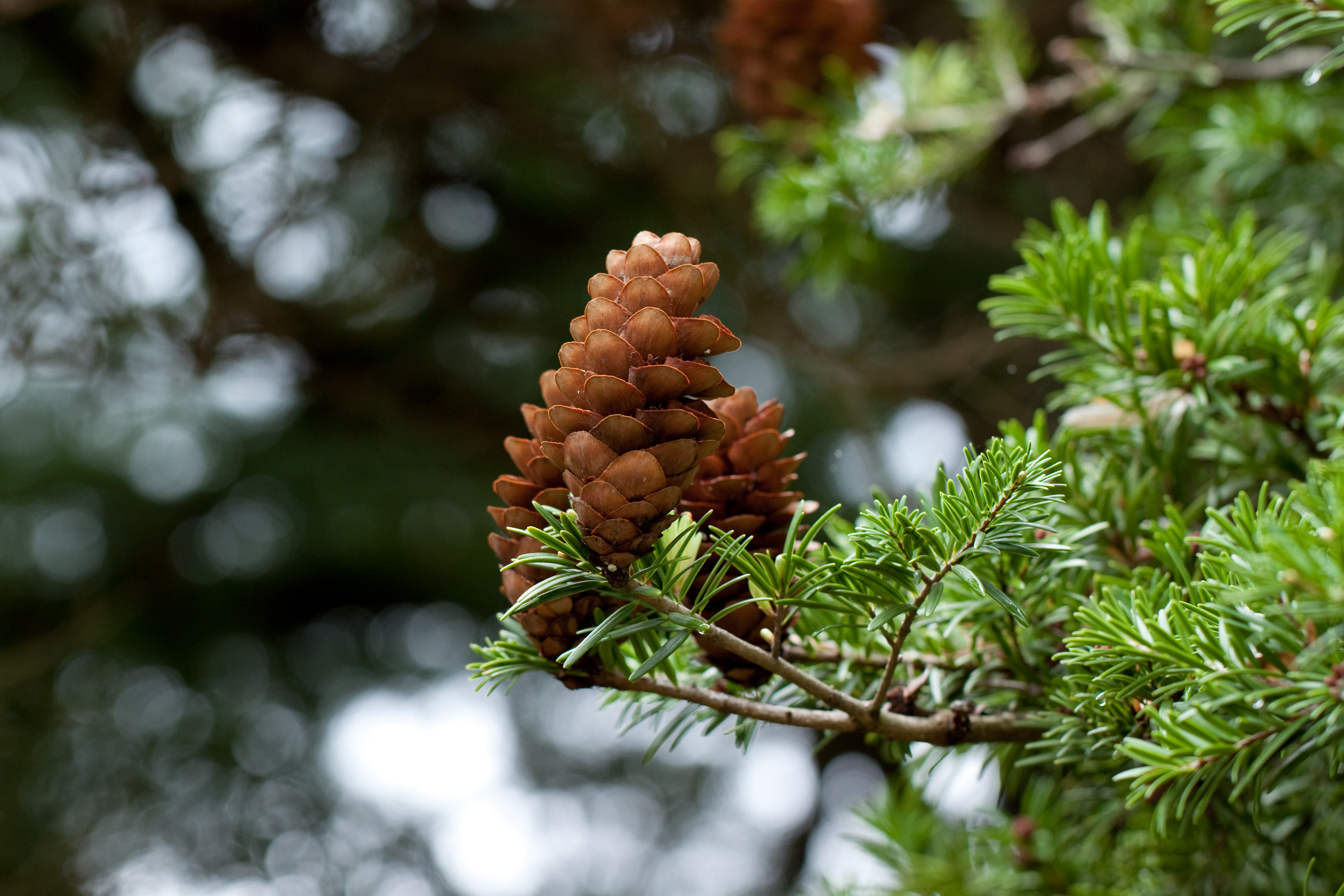
Zapfen der Gewöhnlichen Stechtanne (Keteleeria davidiana)

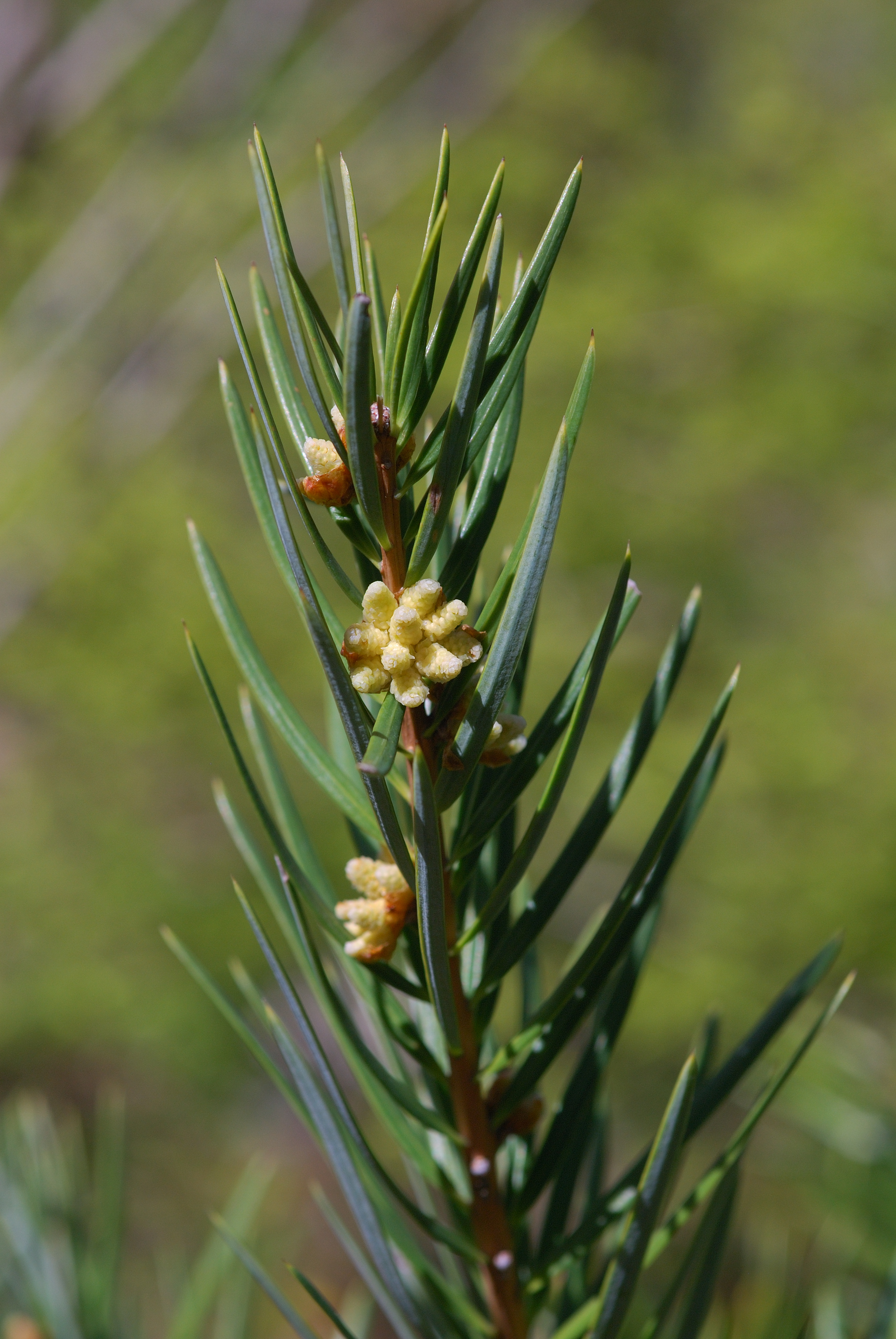
Männliche Blütenstände von Keteleeria evelyniana

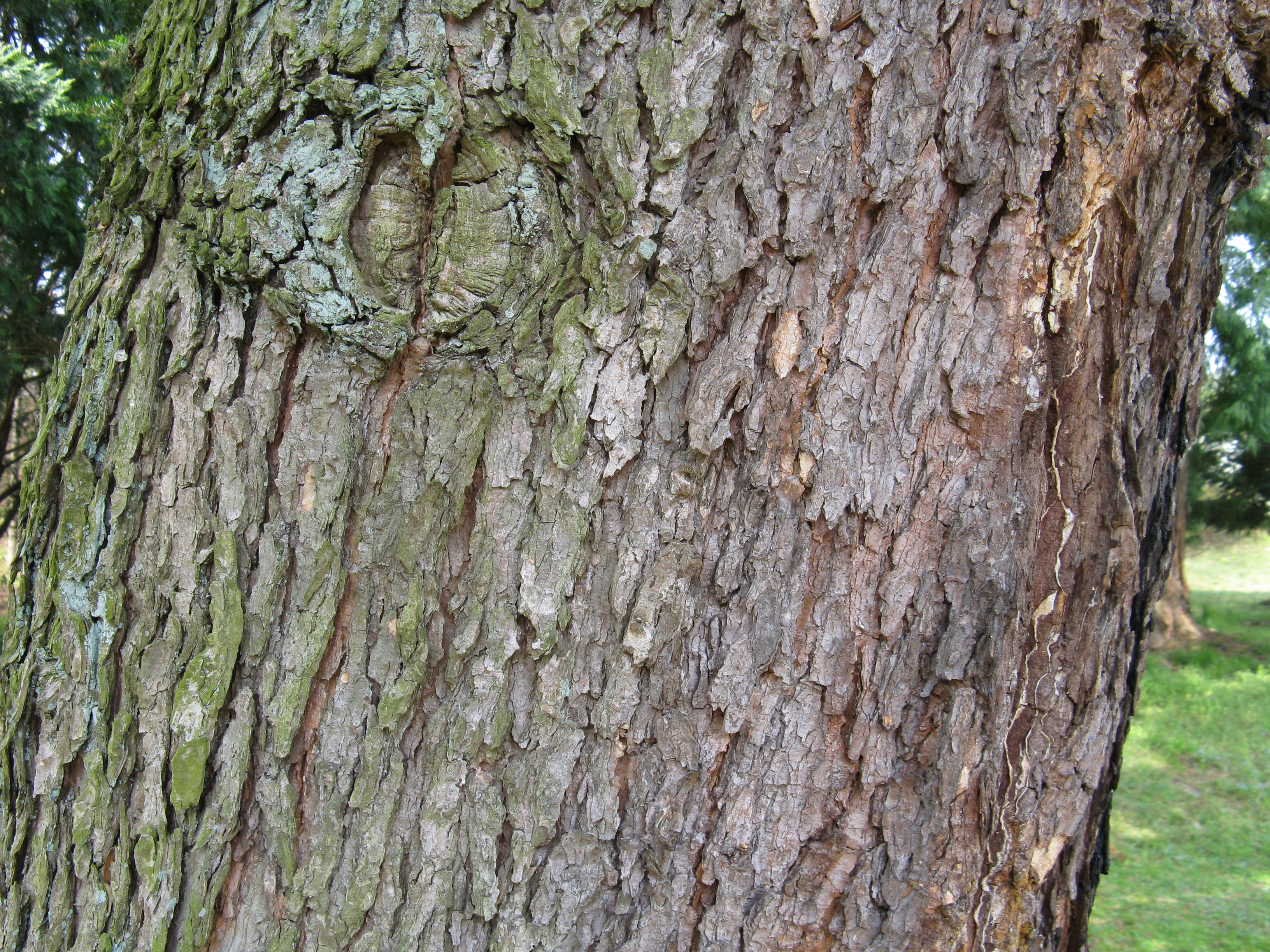
Borke der Gewöhnlichen Sichuan-Stechtanne (Keteleeria davidiana)

Die Blätter sind spiralig und meist mehr oder weniger kammförmig oder manchmal fast sternförmig ausgebreitet am Zweig angeordnet. Die nadelförmigen Blätter sind flach, lanzettlich bis länglich, 1,5 bis 7 cm lang und 2 bis 4 mm breit. Die Stomata sind meist nur in zwei Reihen auf der Blattunterseite angeordnet, manchmal gibt es welche auf der Blattoberseite. Es sind jeweils zwei Harzkanäle vorhanden.
Die Keimpflanzen besitzen zwei bis vier Keimblätter (Kotyledonen).

### Generative Merkmale
Die Keteleeria-Arten sind einhäusig getrenntgeschlechtig (monözisch). Eine Besonderheit in den Gattungen Keteleeria, Pseudolarix und Nothotsuga ist, dass die männlichen Blütenzapfen zu mehreren dicht beisammenstehen und sich aus einer Knospe entwickeln. Die weiblichen Zapfen stehen endständig aufrecht, sind zylindrisch oder konisch-zylindrisch und werden 6 bis 22 cm lang. Von der Bestäubung bis zur Reife brauchen die weiblichen Zapfen sechs bis acht Monate. Die Zapfen fallen als ganzes ab oder die Zapfenschuppen lösen sich von der Spindel und fallen einzeln ab. Die Form der Zapfen und der Zapfenschuppen ist sehr unterschiedlich bei den drei Arten. Die Deckschuppen sind halb bis dreifünftel so lang wie die Samenschuppen.
Die geflügelten Samen sind dreieckig-länglich und 8 bis 16 mm groß.
Die Chromosomenzahl ist 2n = 24.

## Verbreitung
Die Vorkommen beschränken sich auf Asien. Die Hauptareale befindet sich in China in den Provinzen südliches Gansu und südliches Shaanxi, östliches Sichuan, Yunnan, südwestliches Hubei, Guizhou, Guangxi, Hunan, Guangdong (mit Hongkong und der Insel Hainan), südwestliches Jiangxi, Fujian und Zhejiang. Daneben gibt es Vorkommen auf Taiwan, sowie isolierte Populationen in den Bergen des nördlichen Laos und des südlichen Vietnam.

## Systematik
Die Gattung Keteleeria wurde 1866 von Élie-Abel Carrière in Revue Horticole, Band 37, Seite 449 erstbeschrieben. Typusart ist Keteleeria fortunei (A.Murray bis) Carrière. Der Gattungsname Keteleeria ehrt den belgischen Gärtner und Pflanzenzüchter Jean-Baptiste Keteleer (1813–1903). Ein Synonym für Keteleeria Carrière ist Abietia A.H.Kent.
Die Gattung umfasst drei Arten:
- Gewöhnliche Sichuan-Stechtanne (Keteleeria davidiana (Bertrand) Beissn.): Heimat: Westchina. Mit zwei Varietäten.[2]
- Keteleeria evelyniana Mast.: Heimat: China, Laos, Vietnam
- Hongkong-Stechtanne (Keteleeria fortunei (A.Murray bis) Carrière): Heimat: Südostchina

Je nach Autor werden 3 bis 14 Arten genannt. Doch gelten die meisten Arten oft nur als Varietäten der oben aufgelisteten drei Arten. In der Flora of China sind auch noch die beiden Arten Keteleeria hainanensis Chun & Tsiang und Keteleeria pubescens W.C.Cheng & L.K.Fu verzeichnet.